# Известковое (Забайкальский край)
Известковое (бур. ) — село в Могойтуйском районе Агинского Бурятского округа в Забайкальском крае России. 
Входит в состав сельского поселения Цаган-Челутай.

## География
Известковое находится в горной местности к северу от села Цаган-Челутай.
Климат
резко континентальный с жарким летом и холодной малоснежной зимой. Средняя температура июля +18...+20 °С, января  –22...–26 °С. Вегетационный период 150 дней и более .

## История
Село официально образовано в 2014 году, первоначально под именем Известковый Завод, измененное на Известковое в 2018 году Законом Забайкальского края от 14.03.2018 N 1572-ЗЗК.
Закон Забайкальского края от 05 мая 2014 года N 977-ЗЗК «О преобразовании некоторых населенных пунктов Забайкальского края» сообщал:
Преобразовать следующие населенные пункты:
на территории Могойтуйского района

в) село Цаган-Челутай путем выделения, не влекущего изменения границ сельского поселения «Цаган-Челутай», сельских населенных пунктов с отнесением их к категории сел с предполагаемыми наименованиями — Известковое и Толон
В мае 2017 года вышло Постановление Законодательного Собрания Забайкальского края «О предложениях о присвоении наименований некоторым географическим объектам — населенным пунктам Забайкальского края» № 117 от 24.05.2017, где сказано:
Одобрить предложения органов местного самоуправления о присвоении нижеследующим географическим объектам — вновь созданным населенным пунктам наименований
4) на территории Могойтуйского района:

б) в сельском поселении «Цаган-Челутай» — село Известковое
Распоряжением Правительства России от 11 октября 2018 г. № 2186-р присвоено наименование вновь образованным населенном пунктам — селам Гомбын-Хунды и  Известковое.

## Население
Численность населения
2021
0

## Инфраструктура
Известковый Завод.

## Транспорт
Просёлочная дорога на село Цаган-Челутай.